# 三清洞
三清洞（韓語：삼청동），位於韓國首爾特別市鐘路區的一個行政洞，區內依然保留着不少朝鲜王朝時期興建的韓屋，據說其風水為首爾最佳，自古已是上流階級居住的地方。近年咖啡廳與時尚小店林立，逐漸成為當地居民及外地遊客約會散心的新場所。三清洞有總理官邸及新外長公館。

## 名稱由來
三清洞舊稱「北村」，指的是都城北部的區域。而所謂的三清即是山清、水清及人清，分別用以形容該區乾淨的山、清澈的水和慷慨的人。

## 毗鄰
- 景福宮、昌德宮
- 青瓦台
- 國務總理公館
- 仁寺洞
- 外交部長公館（前身是總統秘書室長官邸）

## 交通
地鐵
●首都圈電鐵3號線：安國站